# Hôtel de ville de Sfax
L'hôtel de ville de Sfax est le siège de la municipalité de Sfax hébergé dans un bâtiment du centre-ville construit en 1906.

## Histoire
L'hôtel de ville de Sfax est construit durant le protectorat français, entre 1905 et le 14 mars 1906.
En 1912, des travaux d'agrandissement sont lancés et il faut attendre 1943 pour qu'ils soient terminés.

Anciennes images de l'hôtel de ville de Sfax
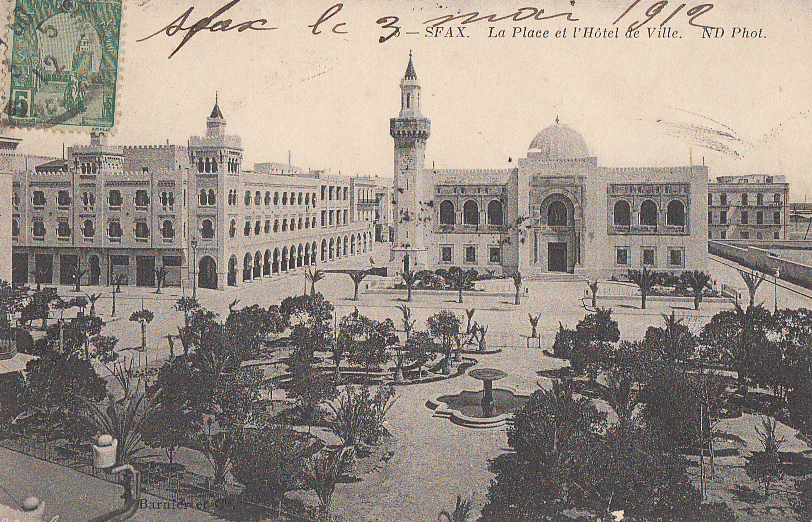
Hôtel de ville sur une carte postale.
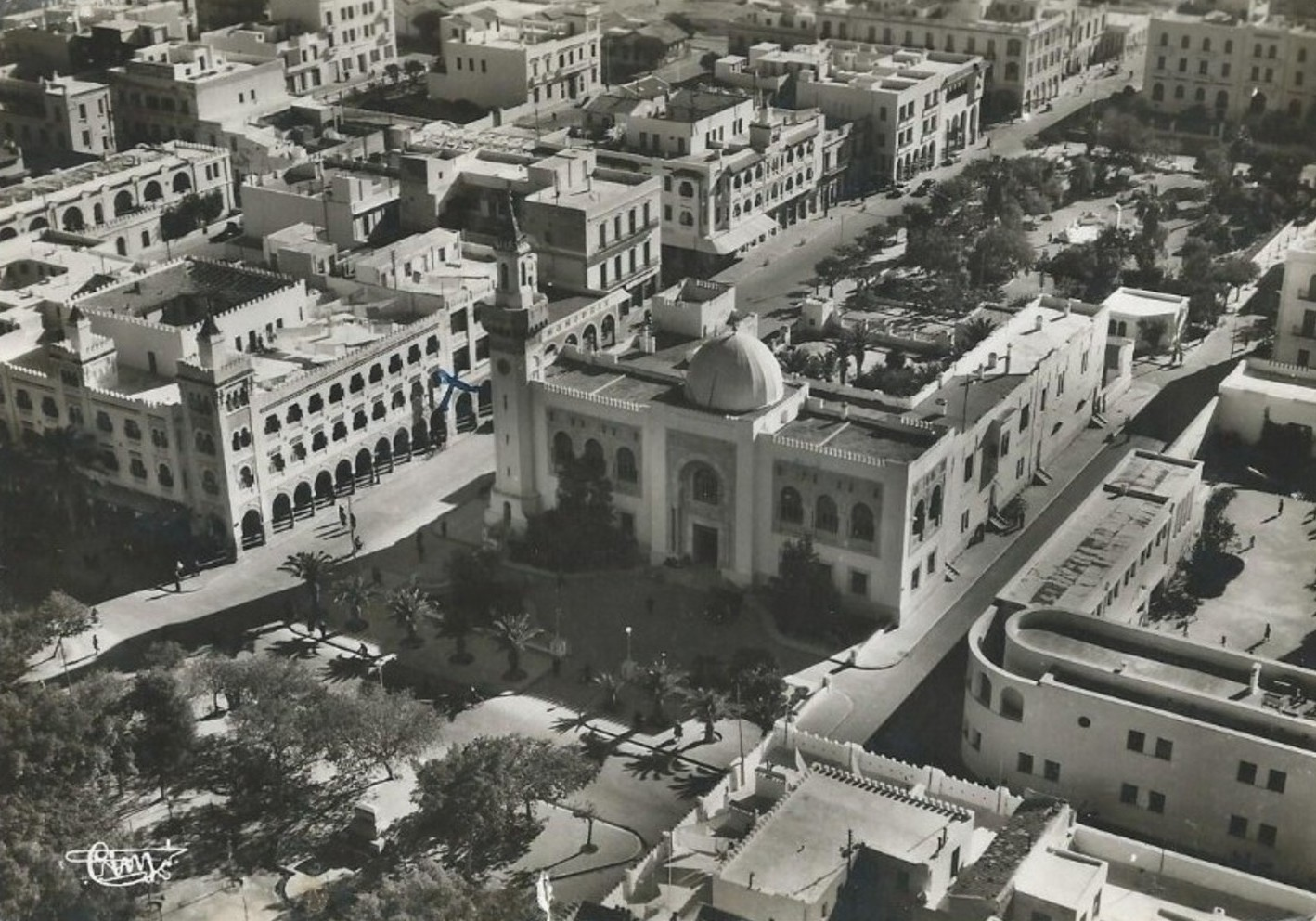
Hôtel de ville de Sfax au XXe siècle.
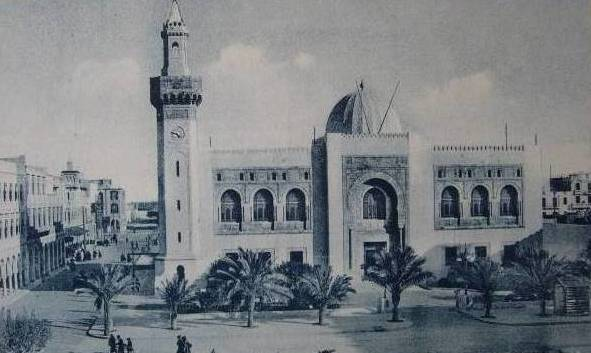
Façade de l'hôtel de ville

## Musée archéologique
L'hôtel de la ville abrite aussi un musée archéologique présentant des collections de mosaïques, de verres, de poteries et de monnaies d'époque romaine provenant des sites archéologiques de la région.

## Galerie

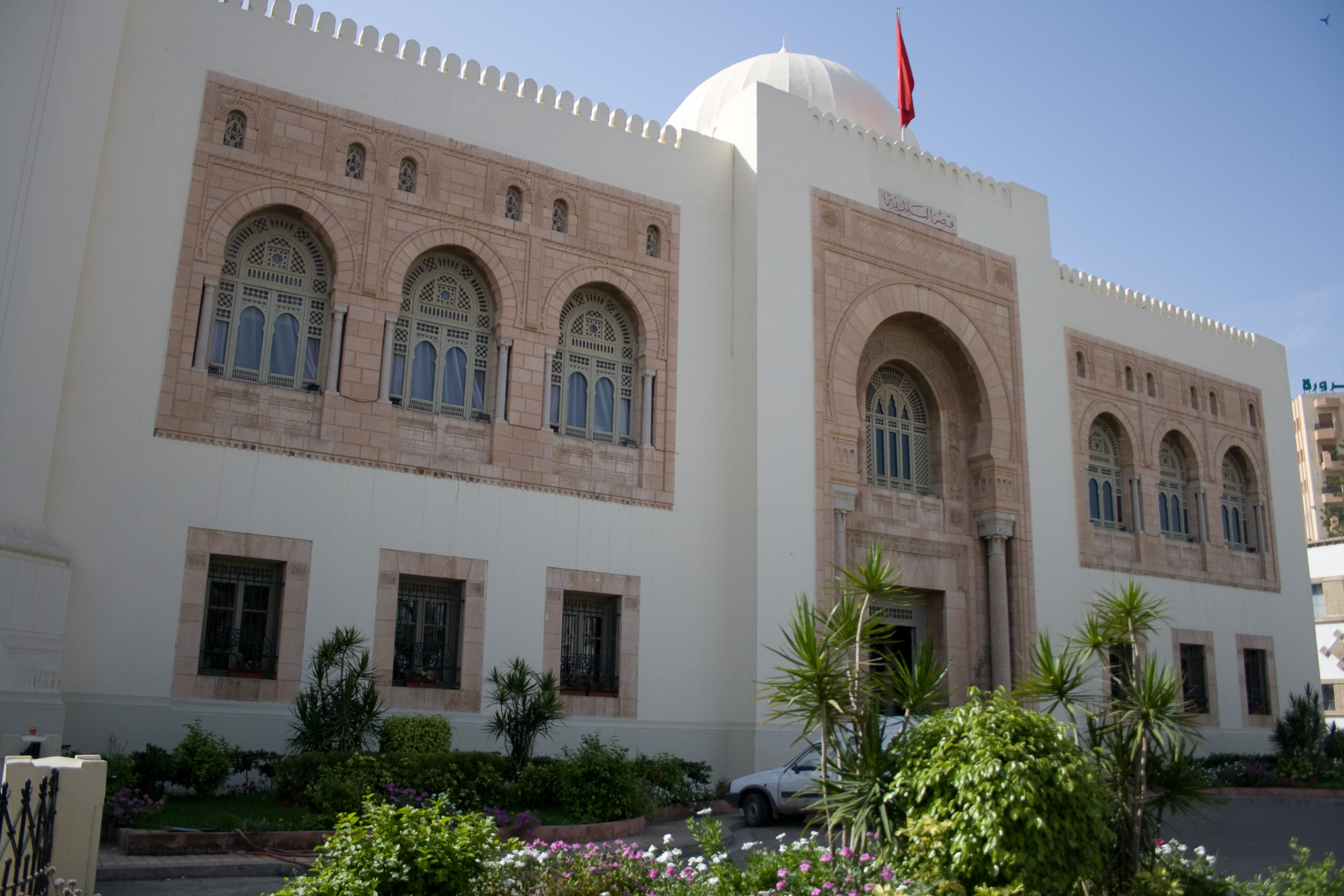
Façade de l'hôtel de ville.
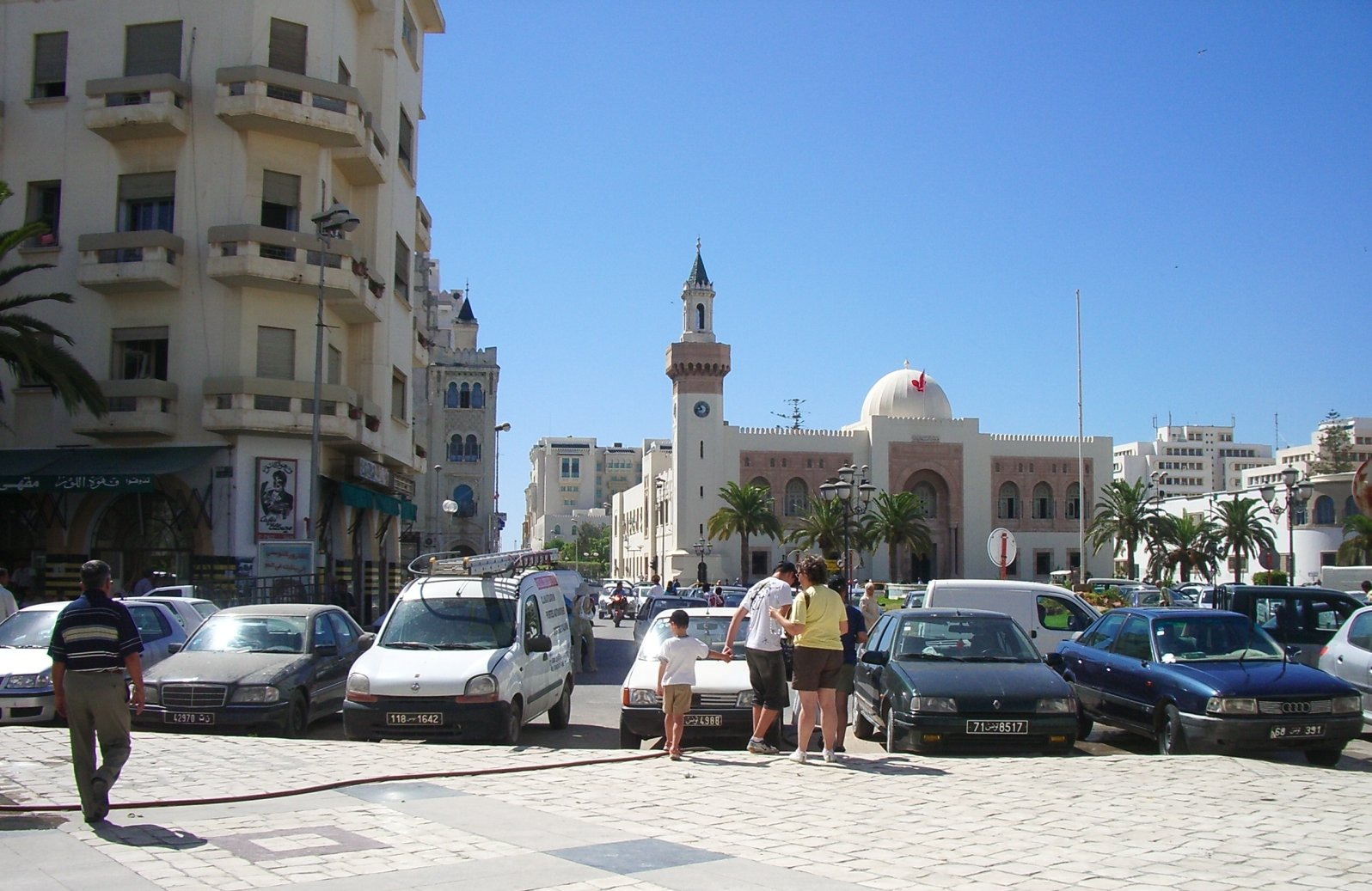
Vue lointaine de l'hôtel de ville.
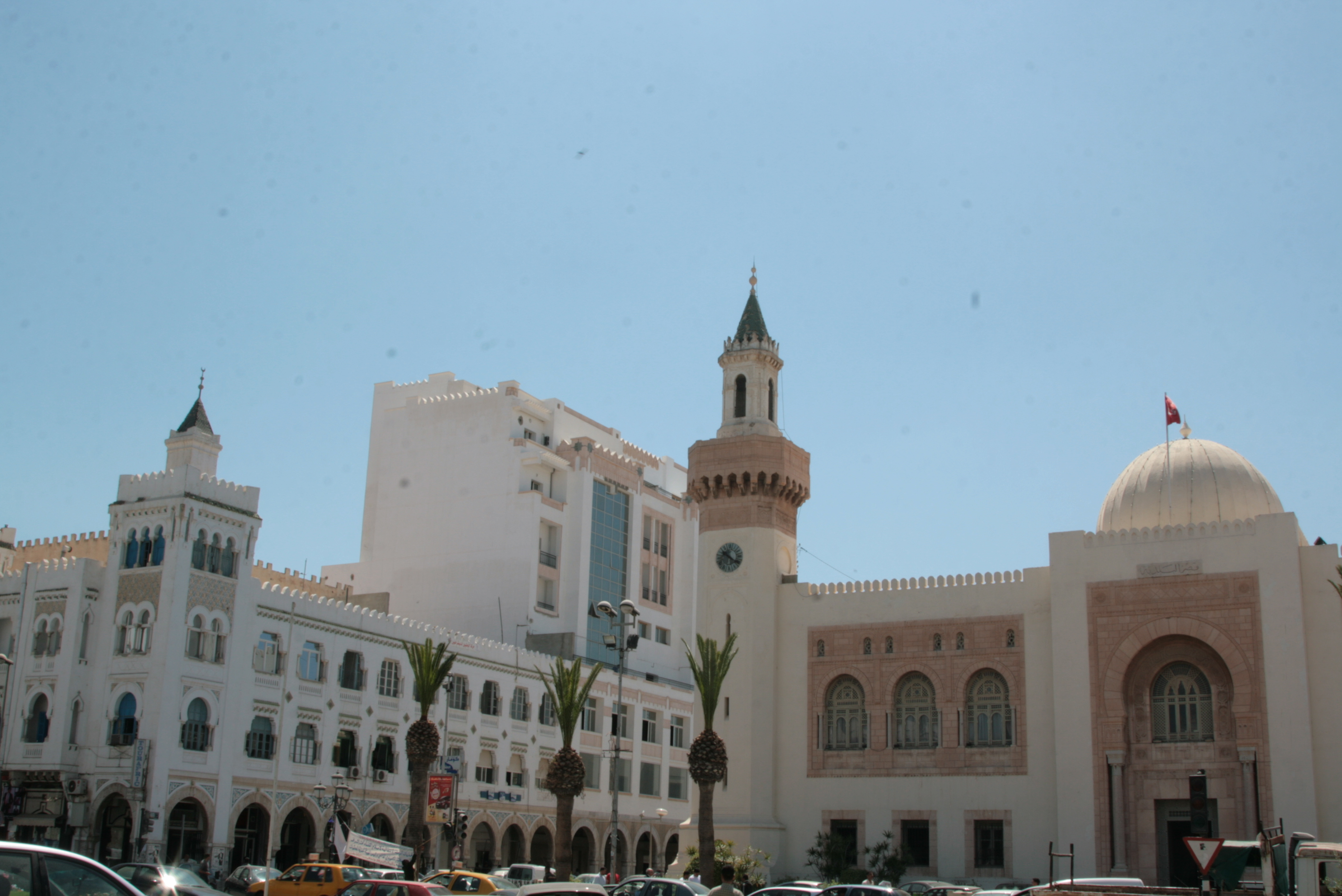
Autre façade de l'hôtel de ville.